# أغاثي سنو
أغاثي سنو (بالفرنسية: Agathe Snow)‏ هي فنانة تنصيبية فرنسية، ولدت في 1976.